# Дунин-Барковский, Иван Петрович
Иван Петрович Дунин-Барковский (1752—1806?) — русский генерал от кавалерии, шеф Елисаветградского гусарского полка (1796—1798).

## Биография
Потомок старинного рода Дуниных герба Лебедь, одна ветвь которых, после присоединения в 1655 году Смоленска в ходе русско-польской войны (1654—1667) поступила в русское подданство. Другая, происходящая от Николая, кастеляна Поланецкого (1680), переселилась в Россию в 1702 году. Из этой ветви и происходил Иван Петрович Дунин (Гербовник, VII, 168 и XI, 40).
На военную службу был зачислен в тринадцать лет. Владел родовым поместьем в с. Старая Водолага (теперь Нововодолажский район Харьковской области).
Участник многих войн и баталий: русско-турецкой войны (1787—1792). В 1788 году штурмовал Очаков. С 1789 года — генерал-майор.
В 1792 году во время Русско-польской войны И. П. Дунин-Барковский командовал дивизией Главного корпуса в составе армии М. В. Каховского. Принимал участие в штурме Праги (предместье Варшавы).
25 марта 1793 года ему было присвоено звание генерал-поручика. В 1794 году принял командование 1-й частью Главного корпуса в Польше.
После восшествия на престол Российской империи Павла I И. П. Дунин-Барковский был назначен инспектором по кавалерии Екатеринославской и Таврической губерний. В этой должности находился с 1796 года по 1797 год.
С 29 ноября 1796 по 13 марта 1798 года — шеф Елизаветградского 3-го гусарского полка.
В декабре 1797 года И. П. Дунину-Барковскому присвоен чин генерала от кавалерии.

## Награды
Кавалер российских ордена Святого Александра Невского (1793), ордена Святой Анны (1789), ордена Святого Георгия 4-й степени (1789).

## Семья

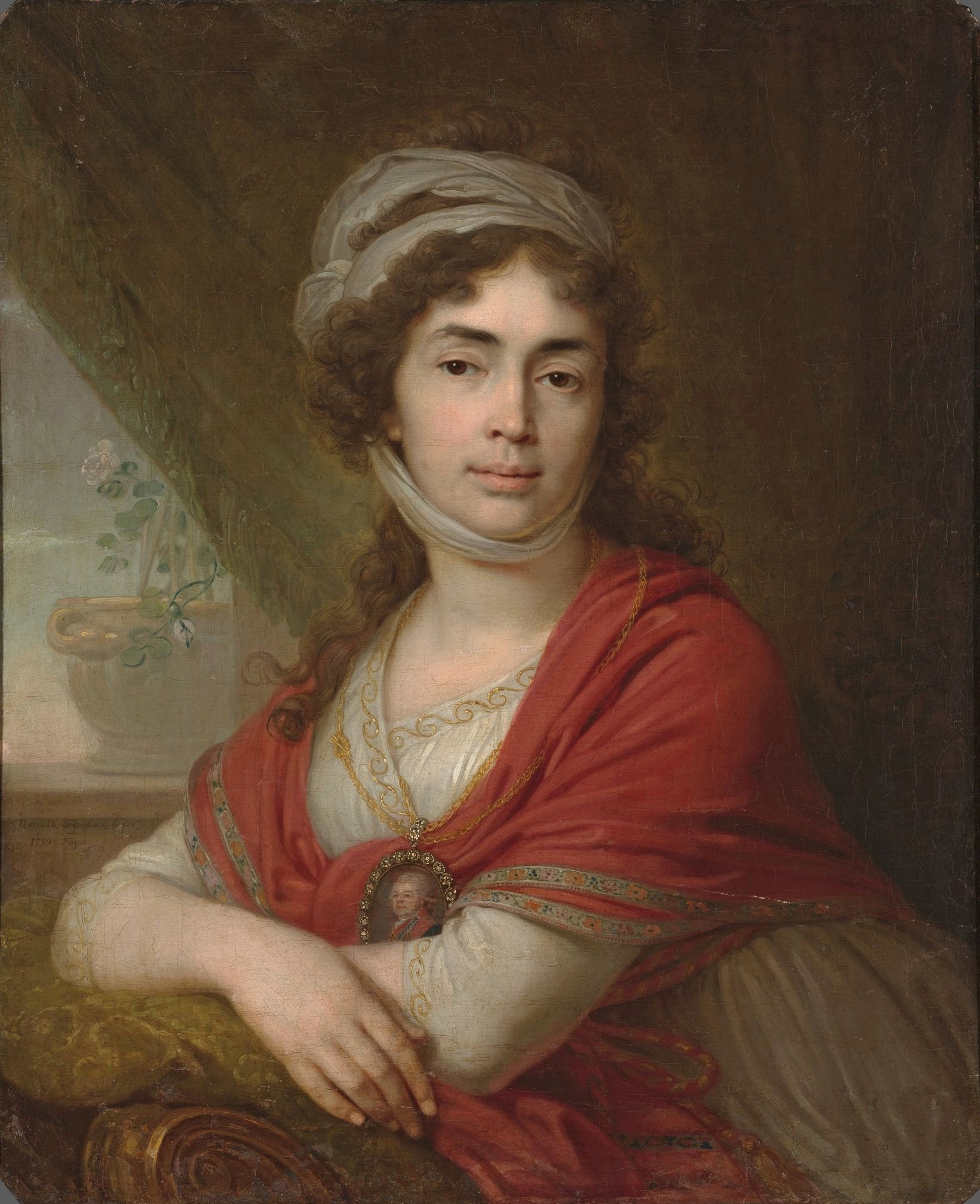
Мария Дмитриевна, жена

Был женат на Марии (Марфе) Дмитриевне Норовой (ум.1852), дочери Д. А. Норова (1730-88), генерал-майора, слободского украинского губернатора (1755), правителя Харьковского наместничества (1786-88). Будучи в своё время фрейлиной Екатерины Великой, Дунина поддерживала переписку с императрицей Марией Феодоровной и всегда сопровождала своего мужа в военных походах. Овдовев, жила в родовом имении в селе Водолаги Харьковской губернии, где кроме её детей и внуков жили её племянницы, в том числе молодая вдова Елизавета Андреевна Бибикова (1788—1857), ставшая женой А. Х. Бенкендорфа. В браке Дунины имели 6 дочерей и единственного сына:
- Василий (ум. 1812), адъютант главнокомандующего М. И. Кутузова; погиб в 1812 году на Бородинском поле.
- Елена (1789—1866), замужем за генералом К. К. Сиверсом (1772—1856).
- Софья (1791—1853), замужем за Николаем Дмитриевичем Бахметевым, их дочь Екатерина (1822—1889) вышла замуж за князя Ю. Н. Голицына.
- Мария, в замужестве Гревс.
- Евдокия, замужем за сенатором П. С. Черепановым.
- Екатерина (1797—1846), замужем за И. О. Курисом (ум.1836)
- Варвара (1799—1890), замужем за генерал-лейтенантом Г. Ф. Пилар фон Пильхау (1793—1862)